# Astragalus commagenicus
Astragalus commagenicus es una especie de planta del género Astragalus, de la familia de las leguminosas, orden Fabales.
Fue descrita científicamente por (Hand.-Mazz.) Sirj.